# 訃報 2014年9月
訃報 2014年9月（ふほう 2014ねん9がつ）では、2014年9月に物故した、又は物故が報じられた人物についてまとめる。

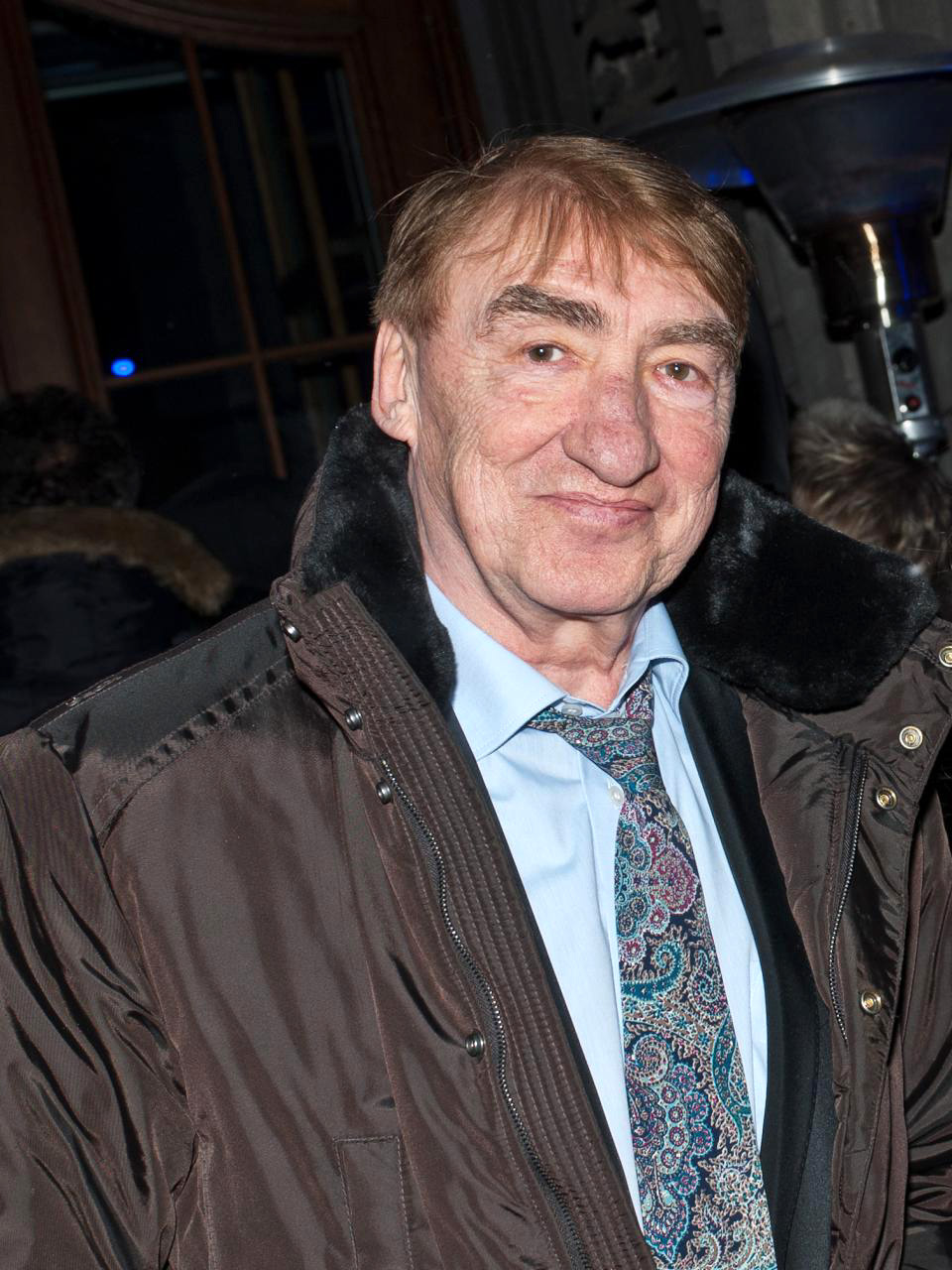
ゴットフリード・ジョン／9月1日没

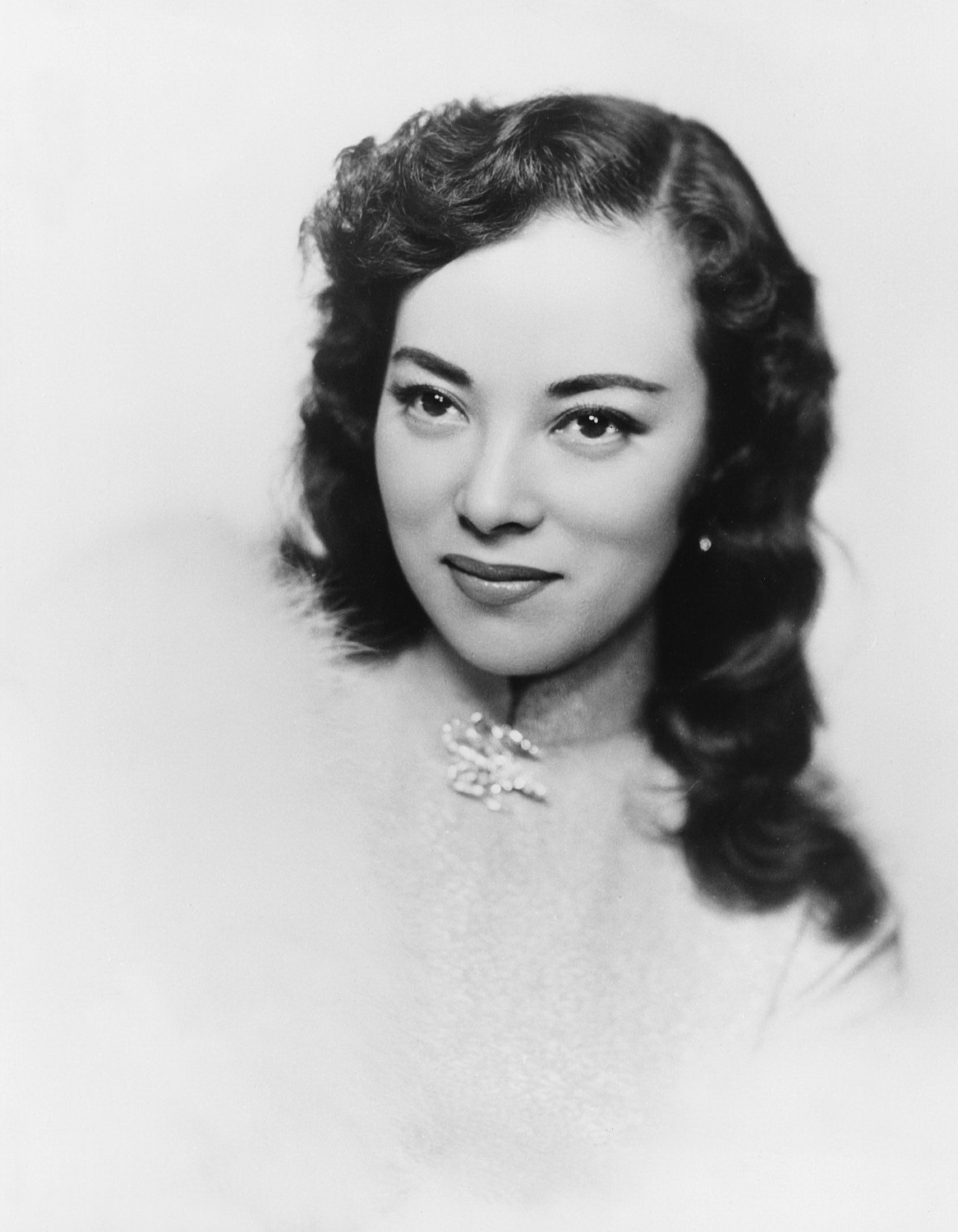
山口淑子／9月7日没

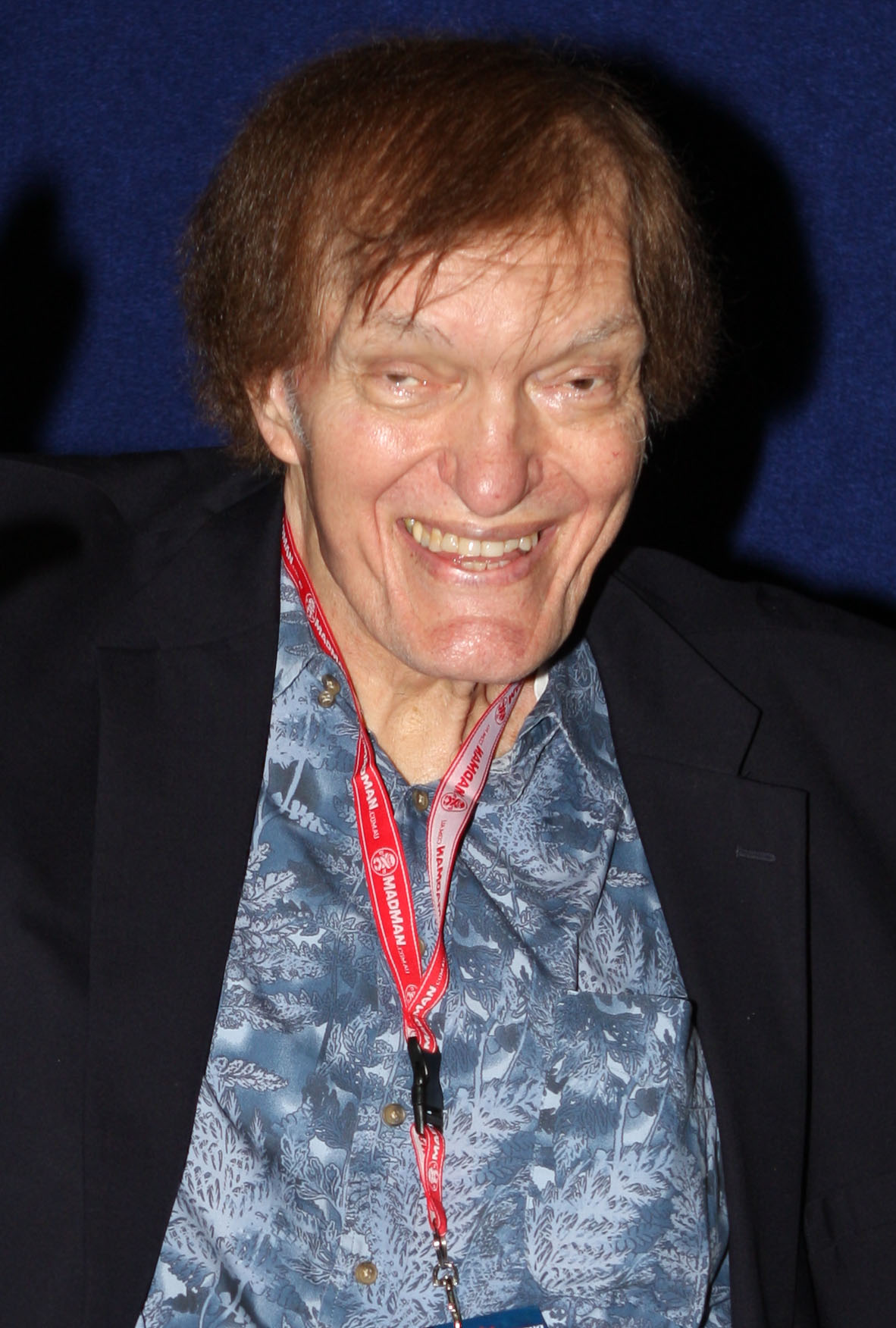
リチャード・キール／9月10日没

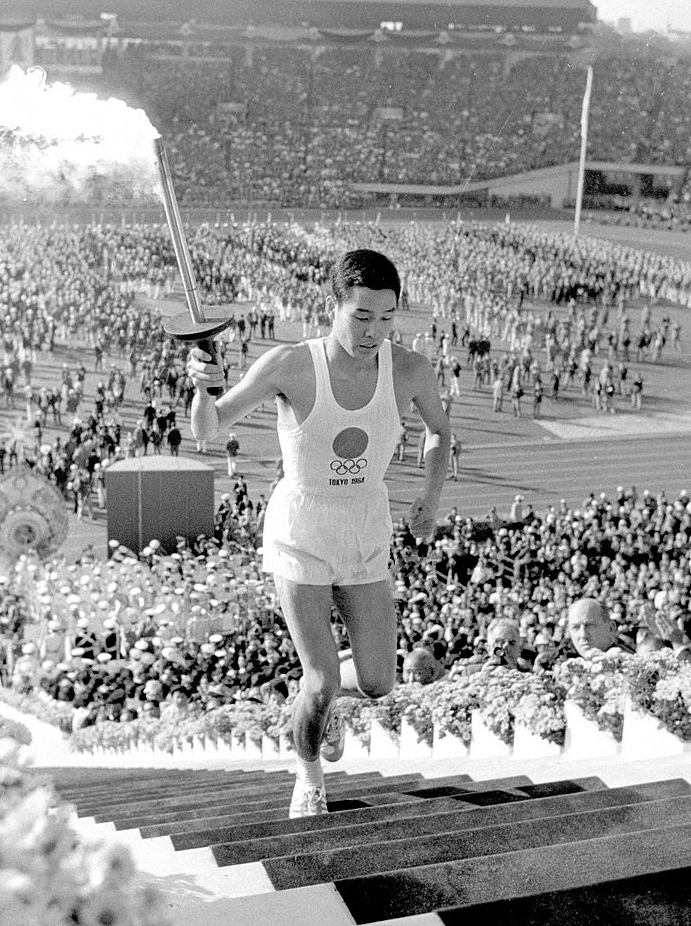
坂井義則／9月10日没

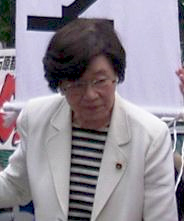
土井たか子／9月20日没

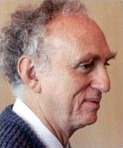
マーチン・パール／9月30日没

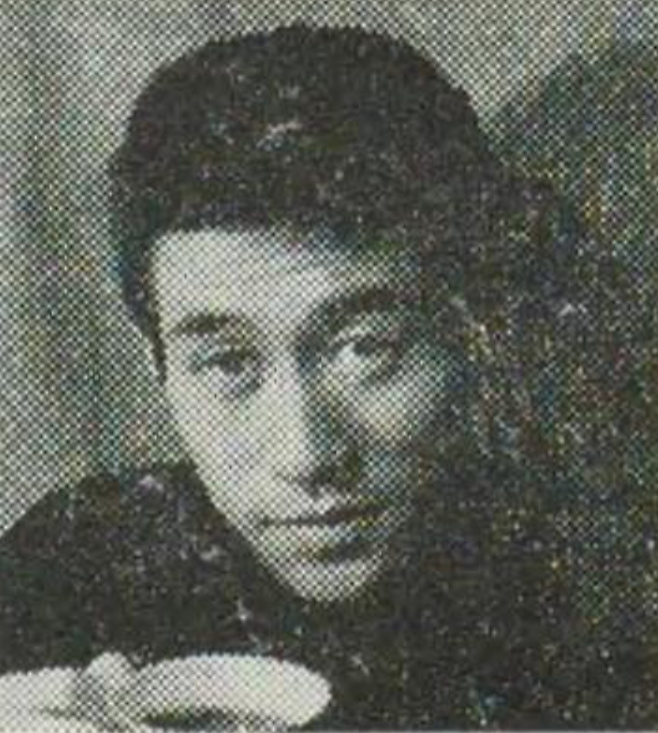
家弓家正／9月30日没

## (1日 - 15日)
- 9月1日 - 松岡康雄、日本の実業家、元ローソン会長、元日本フランチャイズチェーン協会会長（* 1938年）[1]
- 9月1日 - ゴットフリード・ジョン、ドイツの俳優（* 1942年）[2]
- 9月1日 - 北島秀一、日本のフードライター、ラーメン評論家（* 1963年）[3][4]
- 9月2日 - 宗正彦、日本の政治家、元和歌山県議会議長（* 1926年）[5]
- 9月2日 - 宇良宗真、日本の実業家、元大同火災海上保険会長（* 1929年?）[6]
- 9月2日 - 藤田茂令、日本の政治家、元福岡県議会議長（* 1938年）[7]
- 9月2日 - 上甲正典、日本の高校野球の指導者、済美高等学校監督（* 1947年）[8]
- 9月2日 - 星川信明、日本の囲碁棋士、退役囲碁棋士九段（* 1951年）[9]
- 9月2日 - 野村賢正、日本の実業家、国土社社長（* 1955年?）[10]
- 9月3日 - 原正、日本の化学者、元同志社大学学長（* 1924年）[11]
- 9月3日 - 河辺浩市、日本の作曲家、編曲家、トロンボーン奏者（* 1927年）[12]
- 9月3日 - 翁家和楽 (3代目)、日本の太神楽曲芸師（* 1933年）[13]
- 9月3日 - タワン・ダッチャニー、タイ王国の画家（* 1939年）[14]
- 9月3日 - コ・ウンビ、大韓民国の歌手（Ladies' Codeメンバー）（* 1992年)[15]
- 9月4日 - 五月一朗、日本の浪曲師、元日本浪曲協会会長（* 1919年）[16]
- 9月4日 - 小田清、日本のバリトン歌手（* 1931年）[17]
- 9月4日 - ジョーン・リバーズ、アメリカ合衆国のコメディアン（* 1933年）[18]
- 9月5日 - カレル・サーニー、チェコの映画美術監督（* 1922年）[19]
- 9月5日 - 佐藤健一郎、日本の国文学・民俗学者、武蔵野美術大学名誉教授（* 1936年）[20]
- 9月5日 - シモーヌ・バトル、アメリカ合衆国の女優・歌手、G.R.L.メンバー（* 1989年）[21]
- 9月5日 - アニー・フェルバーマイヤー、オーストリアのソプラノ歌手（* 1924年）[22]
- 9月6日 - クラウディア・レオニードブナ、ロシアの人物、絵本「クラウディアのいのり」のモデル（* 1921年）[23]
- 9月6日 - 丹羽義次、日本の工学者、京都大学名誉教授（* 1923年）[24]
- 9月6日 - 牧野信也、日本のイスラム学者、東京外国語大学名誉教授（* 1930年）[25]
- 9月6日 - 吉田光寛、日本の実業家、元第三銀行頭取（* 1935年）[26]
- 9月6日 - 山口洋子、日本の作家、作詞家（* 1937年）[27]
- 9月7日 - 山口淑子（李香蘭）、日本の歌手、女優、政治家、元参議院議員【自由民主党】（* 1920年）[28]
- 9月7日 - 川島正行、日本の調教師、騎手【船橋競馬場所属】（* 1947年）[29]
- 9月7日 - 伊藤猛、日本の俳優（* 1962年）[30]
- 9月7日 - クォン・リセ、大韓民国の歌手（Ladies' Codeメンバー）（* 1991年）[31]
- 9月8日 - マグダ・オリヴェロ、イタリアのオペラ歌手（* 1910年）[32]
- 9月8日 - 青木十良、日本のチェリスト（* 1915年）[33]
- 9月8日 - 賀勢晋、日本の工学者、徳島大学名誉教授（* 1917年）[34]
- 9月8日 - ジェラルド・ウィルソン、アメリカ合衆国のジャズ音楽家（* 1918年）[35]
- 9月8日 - 岡田正次郎、日本の実業家、元日立造船副社長（* 1924年）[36]
- 9月8日 - 山崎圭、日本の官僚、元環境事務次官、バイエル薬品名誉会長（* 1930年）[37]
- 9月8日 - 谷口進一、日本の実業家、元新日本製鉄副社長（* 1949年）[38]
- 9月8日 - ショーン・オヘア、アメリカ合衆国のプロレスラー、格闘家（* 1971年）[39]
- 9月8日【死去公表】 - 月宮かれん、日本の女性アイドル、スチームガールズ(仮面女子)メンバー（* 1996年）[40]
- 9月9日 - 藤田卓次、日本の政治家、元静岡市議会議長（* 1924年?）[41]
- 9月9日 - 井上和子、日本の官僚、元宮内庁女官長（* 1927年）[42]
- 9月9日 - 石栗一民、日本の実業家、元日本ユニシス社長、元三井物産副社長（* 1928年）[43]
- 9月9日 - 田中不鳴、日本の俳人、現代俳句協会副会長（* 1933年）[44]
- 9月9日 - エミリオ・ボティン、スペインの銀行家、サンタンデール銀行会長（* 1934年）[45]
- 9月10日 - 久米豊、日本の実業家、元日産自動車社長・会長、元日本自動車工業会会長（* 1921年）[46]
- 9月10日 - 望月良晃、日本の住職、柴又帝釈天住職「御前様」（* 1933年）[47]
- 9月10日 - リチャード・キール、アメリカ合衆国の俳優（* 1939年）[48]
- 9月10日 - 坂井義則、日本の元陸上競技選手、第18回夏季オリンピック東京大会聖火最終走者、フジテレビジョン元スポーツ専任部長（* 1945年）[49]
- 9月10日 - 和田秀教、日本の政治家、元和歌山市議会議長（* 1949年）[50]
- 9月11日 - 桂功、日本の政治家、元和歌山県すさみ町長（* 1925年?）[51]
- 9月11日 - コズィモ・マタッサ、アメリカ合衆国のレコーディングエンジニア（* 1926年）[52]
- 9月11日 - 大岳水一路、日本の俳人（* 1927年）[53]
- 9月11日 - 林孝雄、日本の実業家、元三菱商事取締役（* 1929年）[54]
- 9月12日 - 徳光寿雄、日本の映画監督、実業家（* 1910年）[55]
- 9月12日 - 木本元敬、日本の実業家、元西日本鉄道相談役・社長（* 1920年）[56]
- 9月12日 - 宮崎集、日本の美術学者、福岡教育大学名誉教授（* 1921年?）[57]
- 9月12日 - イアン・ペイズリー、イギリスの政治家、前北アイルランド自治政府首相（* 1926年）[58]
- 9月12日 - ジョー・サンプル、アメリカ合衆国のジャズ・フュージョン界で活躍したピアニスト（* 1939年）[59][60]
- 9月12日 - 桑原頼幸、日本の実業家、元北越メタル社長（* 1947年?）[61]
- 9月13日 - 田中良一、日本の実業家、元中部日本放送常務（* 1929年）[62]
- 9月13日 - フランク・トーリ、アメリカ合衆国の元野球選手(MLB)（* 1931年）[63]
- 9月13日 - 日向康吉、日本の農学者、東北大学名誉教授（* 1934年）[64]
- 9月13日 - ミラン・ガリッチ、セルビア（ユーゴスラビア）のサッカー選手（* 1938年）[65]
- 9月13日【死去報道日】 - ダグラス・E・スミス、アメリカ合衆国のゲームプログラマー、ロードランナー開発者（* 1960年）[66]
- 9月14日 - 能戸清司、日本の実業家、朝日新聞論説委員、作家（* 1921年）[67]
- 9月14日 - 伊原千寿子、日本の人形使い、あやつり人形コンビ「ニューマリオネット」のメンバー（* 1929年）[68]
- 9月14日 - 井原高忠、日本のテレビプロデューサー・ディレクター、元ミュージシャン（* 1929年）[69]
- 9月15日 - 秋山巌、日本の版画家（* 1921年）[70]
- 9月15日 - 大国丈夫、日本の彫刻家（* 1924年）[71]
- 9月15日 - 土屋友二、日本の実業家、元旭化成副社長（* 1935年）[72]
- 9月15日 - 中西敏夫、日本の薬剤師、元日本薬剤師会会長（* 1936年）[73]
- 9月15日 - ユルク・シュービガー、スイスの児童文学者（* 1937年）[74]
- 9月15日 - 野崎満、日本の実業家、元常磐交通自動車会長（* 1941年?）[75]
- 9月15日 - 桜庭伸幸、日本の作曲家、編曲家（* 1945年）[76]
- 9月15日 - 弓場静昭、日本の実業家、前弓場建設社長（* 1945年?）[77]

## (16日 - 30日)
- 9月16日 - 渡辺うめ、日本の農民人形作家（* 1907年）[78]
- 9月16日 - 野別隆俊、日本の政治家、元参議院議員【日本社会党所属】（* 1927年）[79]
- 9月16日 - 冨田寛治、日本の実業家、元大同特殊鋼社長・会長（* 1929年）[80]
- 9月16日 - 渡久兵衛、日本の陶芸家、上野焼「渡窯」11代宗家（* 1929年）[81]
- 9月16日 - 若秩父高明、日本の大相撲力士、年寄14代常盤山（* 1939年）[82]
- 9月17日 - 小島忠宣、日本の物理学者、東北大学名誉教授（* 1923年）[83]
- 9月17日 - 藤井清、日本の実業家、藤井産業名誉会長、元宇都宮商工会議所会頭（* 1927年）[84]
- 9月17日 - 水野繁、日本の大蔵官僚、実業家、元国税庁長官、元日本たばこ産業社長（* 1929年）[85]
- 9月17日 - 賀川督明、日本の実業家、グラフィックデザイナー、賀川記念館館長（* 1953年）[86]
- 9月17日 - 森裕司、日本の動物行動学者、東京大学大学院教授（* 1953年）[87]
- 9月17日 - アンドリー・フシン、ウクライナのサッカー選手（* 1972年）[88]
- 9月18日 - 宇沢弘文、日本の経済学者、東京大学名誉教授（* 1928年）[89]
- 9月18日 - ケニー・ホイーラー、イギリスのジャズ・トランペット・フリューゲルホーン・コルネット奏者、作曲家（* 1930年）[90]
- 9月18日 - 普勝清治、日本の実業家、元全日本空輸社長（* 1933年）[91]
- 9月19日 - 松井道夫、日本の政治家、元参議院議員、弁護士（* 1906年）[92]
- 9月19日 - 竹中久次、日本の政治家、元兵庫県香住町長（* 1936年?）[93]
- 9月19日 - 舟渡翠秋、日本の書家、毎日書道展審査会員（* 1947年）[94]
- 9月20日 - 大橋茂二郎、日本の実業家、元自治大学校校長（* 1922年）[95]
- 9月20日 - 平野邦雄、日本の日本史学者、東京女子大学名誉教授（* 1923年）[96]
- 9月20日 - 井上忠、日本の哲学者、東京大学教養学部名誉教授（* 1926年）[97]
- 9月20日 - 稲田和子、日本の実業家、鶴屋吉信会長（* 1928年?）[98]
- 9月20日 - 土井たか子、日本の政治家、法学者、第10代日本社会党委員長、第2代社会民主党代表、第68代衆議院議長（* 1928年）[99]
- 9月20日 - 小川和佑、日本の文芸評論家、日本近代文学研究者（* 1930年）[100]
- 9月20日 - ポリー・バーゲン、アメリカ合衆国の女優（* 1930年）[101]
- 9月20日 - 内堀眞澄、日本の実業家、サンケイリビング新聞社社長（* 1945年）[102]
- 9月21日 - 福田哲三、日本の実業家、アダストリアホールディングス創業者（* 1915年）[103]
- 9月21日 - 弦田英太郎、日本の洋画家（* 1920年）[104]
- 9月21日 - 樺山資敏、日本の政治家、元鹿児島県伊仙町長（* 1937年?）[105]
- 9月22日 - 亀谷敬昭、日本のドイツ文学者、独協大学名誉教授（* 1927年）[106]
- 9月22日 - 岩尾崇、日本の実業家、元長谷工コーポレーション社長（* 1942年）[107]
- 9月22日 - ジェイソン・ラベドー、アメリカ合衆国のバスケットボール指導者（* 1965年）[108]
- 9月23日 - 田中久夫、日本の実業家、元名糖運輸社長（* 1919年）[109]
- 9月23日 - 古賀義根、日本の実業家、元・東陶機器（現・TOTO）社長（* 1925年）[110]
- 9月23日 - ドン・マノキャン、アメリカ合衆国のプロレスラー（* 1934年）[111]
- 9月23日 - ヨーガン・レール、ドイツのファッションデザイナー（* 1944年）[112]
- 9月23日 - 宮沢光子、日本のマネージャー、実業家、宮沢りえの母、「エム・ツー企画」代表取締役（* 1949年）[113]
- 9月23日 - 高橋郁代、日本のフラワーデザイナー（* 1955年）[114]
- 9月24日 - 川島利雄、日本の経済学者、大阪府立大学名誉教授（* 1926年）[115]
- 9月24日 - 黒田裕子、日本の実業家、阪神大震災の被災者を支援したNPO法人「阪神高齢者・障害者支援ネットワーク」の理事長（* 1941年）[116]
- 9月24日 - クリストファー・ホグウッド、イギリスの指揮者・鍵盤楽器奏者・音楽学者（* 1941年）[117]
- 9月24日 - カルロッタ池田、日本の舞踏家（* 1941年）[118]
- 9月25日 - 島谷清、日本の実業家、元安田倉庫社長、元富士銀行取締役（* 1919年?）[119]
- 9月25日 - 高間新治、日本の写真家（* 1921年）[120]
- 9月25日 - 草野靄田、日本の書家、読売書法会董事、日展会員（* 1925年）[121]
- 9月25日 - 酒井国生、日本の政治家、元京都府議会議長（* 1932年）[122]
- 9月25日 - 山吉克昌、日本の俳優（* 1934年）[123]
- 9月25日 - TENN、日本のミュージシャン、ET-KINGのメンバー、MC担当（* 1978年）[124]
- 9月26日 - 小杉正雄、日本の映画撮影監督、松竹映画カメラマン（* 1922年）[125]
- 9月26日 - 信楽峻麿、日本の仏教学者、元龍谷大学学長（* 1926年）[126]
- 9月26日 - 北澤宏一、日本の化学者、東京都市大学学長（* 1943年）[127]
- 9月26日 - 香川伸行、日本の元プロ野球選手【南海ホークス・福岡ダイエーホークス所属】（* 1961年）[128][129]
- 9月27日 - ギャビー・アギョン、フランスの実業家、ファッションデザイナー、「クロエ」創業者（* 1921年）[130]
- 9月27日 - 河島宏資、日本の実業家、元コパル社長（* 1927年）[131]
- 9月27日 - 大内脩吉、日本の実業家、前日本農薬社長（* 1941年）[132]
- 9月27日 - 車古正樹、日本の情報学者、元金沢大学教授（* 1944年）[133]
- 9月28日 - 津上忠、日本の劇作家、演出家（* 1924年）[134]
- 9月28日 - 小尾信彌、日本の天文学者（* 1925年）[135]
- 9月28日 - 稲村一弘、日本の実業家、元三井建設社長（* 1932年）[136]
- 9月28日 - 中西勝、日本の実業家、元中部電力取締役（* 1933年）[137]
- 9月28日 - 清田義英、日本の歴史学者、多摩美術大学名誉教授（* 1941年）[138]
- 9月29日 - 寺西信美、日本の実業家、元日鉄商事社長（* 1917年）[139]
- 9月29日 - ルイス・ニシザワ、メキシコの画家（* 1918年）[140]
- 9月29日 - ウォーレン・アンダーソン（英語版）、アメリカ合衆国の実業家、元ユニオンカーバイドCEO（* 1921年）[141]
- 9月29日 - 岡部卓司、日本の実業家、札幌千秋庵製菓会長（* 1924年）[142]
- 9月29日 - 石渡幸二、日本の実業家、元海人社社長、月刊誌「世界の艦船」初代編集長（* 1927年）[143]
- 9月29日 - 小佐野常夫、日本の政治家、前山梨県富士河口湖町長（* 1940年）[144]
- 9月29日 - 三浦浩、日本の囲碁棋士、囲碁名誉アマ本因坊、アマ八段（* 1946年）[145]
- 9月29日 - 辰野登恵子、日本の画家、版画家、多摩美術大学教授（* 1950年）[146]
- 9月30日 - 松本弘明、日本の物理学者、福井大学名誉教授（* 1927年?）[147]
- 9月30日 - マーチン・パール、アメリカ合衆国の物理学者、ノーベル物理学賞受賞者（* 1927年）[148]
- 9月30日 - 郷静子、日本の小説家（* 1929年）[149]
- 9月30日 - 桂紹源、日本の僧侶、華厳寺住職（* 1931年）[150]
- 9月30日 - リッキー・スター、アメリカ合衆国のプロレスラー（* 1931年）[151]
- 9月30日 - 北村佑二、日本の実業家、元神鋼電機取締役（* 1932年）[152]
- 9月30日 - 家弓家正、日本の声優、ナレーター、俳優（* 1933年）[153][154][155]
- 9月30日 - 宮崎こういち、日本のギタリスト、元ザ・ジャガーズメンバー（* 1942年）[156]
- 9月30日 - 塩田武史、日本の写真家（* 1945年）[157]
- 9月30日 - 杉野俊太郎、日本の俳優（* 1985年）[158]